# 聖查爾斯鎮區 (愛荷華州弗洛伊德縣)
聖查爾斯鎮區（英語：Saint Charles Township）是位於美國愛荷華州弗洛伊德縣的一個行政鎮區。

## 地方資料
根據2010年美國人口普查的數據，聖查爾斯鎮區的面積為165.56平方千米，當中陸地面積為165.43平方千米，而水域面積為0.13平方千米。當地共有人口1346人，而人口密度為每平方千米8.13人。